# Phialanthus marianus
Phialanthus marianus är en måreväxtart som beskrevs av Attila L. Borhidi. Phialanthus marianus ingår i släktet Phialanthus och familjen måreväxter. Inga underarter finns listade i Catalogue of Life.